# Malietoa Tanumafili II
Malietoa Tanumafili II (ur. 4 stycznia 1913, zm. 11 maja 2007) – głowa państwa Samoa.
Trzecie dziecko Malietoy Tanumafili I (1879–1939) i Momoe Lupeuluivy Meleisei. W 1939 po śmierci ojca odziedziczył tytuł arystokratyczny Malietoa, zostając jednym z czterech „wielkich wodzów” (tama ʻaiga) Samoa. W 1940 mianowany doradcą gubernatora Nowej Zelandii w Samoa. Działał na rzecz niepodległości kraju.
Stał na czele państwa od ogłoszenia niepodległości 1962 do śmierci, do 1963 wspólnie z Tupua Tamasese Meaʻole. W chwili śmierci był najstarszym władcą na świecie. Należał do najbardziej znanych na świecie wyznawców bahaizmu, który promował w swoim kraju.